# Resolutie 93 Veiligheidsraad Verenigde Naties
Resolutie 93 van de Veiligheidsraad van de Verenigde Naties werd aangenomen op 18 mei 1951. Tien leden stemden voor en de Sovjet-Unie koos ervoor zich te onthouden. De resolutie riep Israël en Syrië opnieuw op zich aan het staakt-het-vuren te houden.

## Achtergrond
In Palestina waren er na lange tijd van oorlog eindelijk wapenstilstanden bedongen tussen de verschillende partijen. Commissies onder toezicht van de Verenigde Naties moesten toezien op de naleving ervan.
De wapenstilstand tussen Israël en Syrië was op 20 juli 1949 getekend. Het akkoord voorzag in een Groene Lijn en drie gedemilitariseerde zones.
In 1950-51 voerde Israël waterwerken uit in die zones, die Syrië probeerde te stoppen. Beide landen claimden immers het grondgebied van de zones. Er vonden regelmatig vijandelijkheden plaats op de grens tussen beide landen.
In april 1951 kwamen zeven Israëlis om toen hun patrouille in de gedemilitariseerde zone werd aangevallen door Syrische troepen. Israël had hierop gereageerd met een luchtaanval. Begin mei kwamen Syrische troepen in de gedemilitariseerde zone, waarop vijf dagen van gevechten uitbraken met het Israëlische leger.

## Inhoud
De Veiligheidsraad:
- Verwijst naar de resoluties 54, 73, 89 en 92 over de wapenstilstanden en de voorwaarden tussen Israël en zijn buurlanden.
- Verwijst naar de klachten van Syrië en Israël en de rapporten van de stafchef van de VN-Bestandtoezichtsorganisatie.
- Merkt op dat Israël meermaals gevraagd is te zorgen dat het Palestijnse Landontwikkelingsbedrijf zijn activiteiten in de gedemilitariseerde zone stopzet.
- Merkt verder op dat volgens de wapenstilstandsovereenkomst tussen Israël en Syrië de voorzitter van de Gemengde Wapenstilstandscommissie toezicht houdt op de gedemilitariseerde zone.
- Vraagt Israël te doen wat die voorzitter vraagt.
- Verklaart dat het belangrijk is voor permanente vrede dat Israël en Syrië zich aan de wapenstilstand houden.
- Daar waar de interpretatie van een artikel in het wapenstilstandsakkoord onduidelijk is, zal die van de Wapenstilstandscommissie voorgaan.
- Vraagt Israël en Syrië om hun klachten aan de Wapenstilstandscommissie of dier voorzitter voor te leggen, en de hieruit voortvloeiende beslissingen na te leven.
- Beschouwt het als strijdig met de doelstellingen en intentie van het wapenstilstandsakkoord om vergaderingen van de Gemengde Wapenstilstandscommissie niet bij te wonen of de vragen van haar voorzitter niet in te willigen, en roept alle partijen op om bij dergelijke bijeenkomsten aanwezig te zijn en wel gehoor te geven aan de vragen.
- Vraagt de partijen het volgende uittreksel uit de vergadering van de Israëlisch-Syrische Wapenstilstandsconferentie van 3 juli 1949 uit te voeren:
  - Het burgerlijk bestuur in dorpen zal op lokale basis gebeuren zonder weerslag op de administratie, jurisdictie, burgerschap en soevereiniteit.
  - In Israëlische dorpen zal dit bestuur door Israëli's gebeuren en vice versa in Arabische dorpen.
  - De administratie zal onder toezicht van de voorzitter van de Gemengde Wapenstilstandscommissie gebeuren.
  - De voorzitter van de Gemengde Wapenstilstandscommissie mag alles doen om het burgerleven te herstellen en beschermen, maar mag geen direct bestuur uitoefenen.
- Herinnert Syrië en Israël aan hun verbintenis om geen militair geweld te gebruiken en vindt dat: 1) de luchtactie van Israël op 5 april en 2) enige daad van agressie in en rond de gedemilitariseerde zone, een schending vormen van de wapenstilstand in resolutie 54, het wapenstilstandsakkoord en het Handvest van de Verenigde Naties, en niet in overeenstemming zijn met de hierin vervatte voorwaarden en verplichtingen.
- Verwijst naar de klacht over de evacuatie van Arabische inwoners van de gedemilitariseerde zone:
a. Beslist dat het hun moet worden toegelaten om onmiddellijk terug te keren en dat de Gemengde Wapenstilstandscommissie moet toezien op hun terugkeer en rehabilitatie.
b. Personen niet over grenzen heen mogen worden verplaatst zonder voorafgaande toestemming van de voorzitter van de Gemengde Wapenstilstandscommissie.
- Is bezorgd dat waarnemers verschillende keren niet werden toegelaten in gebieden waar klachten vandaan kwamen zodat zij hun wettige plicht niet konden vervullen, en oordeelt dat alle partijen te allen tijde deze toegang zouden moeten geven indien de voorzitter van de Gemengde Wapenstilstandscommissie daar om vraagt.
- Herinnert de partijen aan hun verbintenis onder het VN-Charter om het conflict op vreedzame wijze op te lossen, en is bezorgd om het gebrek aan vooruitgang van Israël en Syrië onder de wapenstilstandsovereenkomst om permanente vrede in Palestina te bewerkstelligen.
- Draagt de stafchef van de Bestandtoezichtsorganisatie op om het nodige te doen teneinde de vrede in de regio te herstellen.
- Vraagt de stafchef ook om te rapporteren als aan deze resolutie voldaan wordt.
- Vraagt secretaris-generaal Trygve Lie om in het nodige personeel en de nodige bijstand te voorzien indien de voorzitter van de Bestandtoezichtsorganisatie daar om vraagt bij het uitvoeren van deze resolutie en de resoluties 92 en 89.

Lijst ·  90 ·  91 ·  92 ·  93 ·  94 ·  95 ·  96